# 弗萊施班克山 (皇帝山脈)
47°34′9″N 12°19′3″E / 47.56917°N 12.31750°E

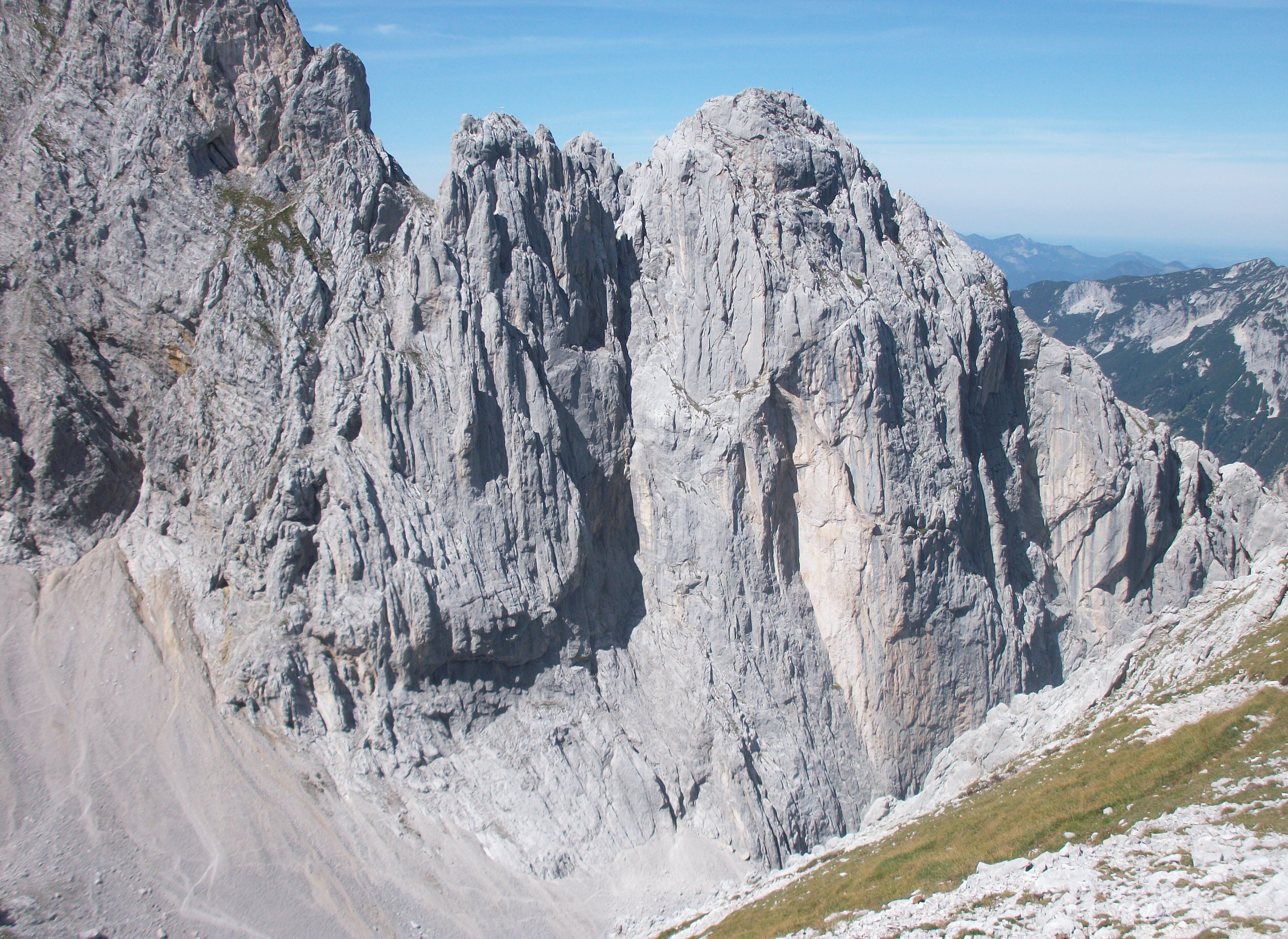

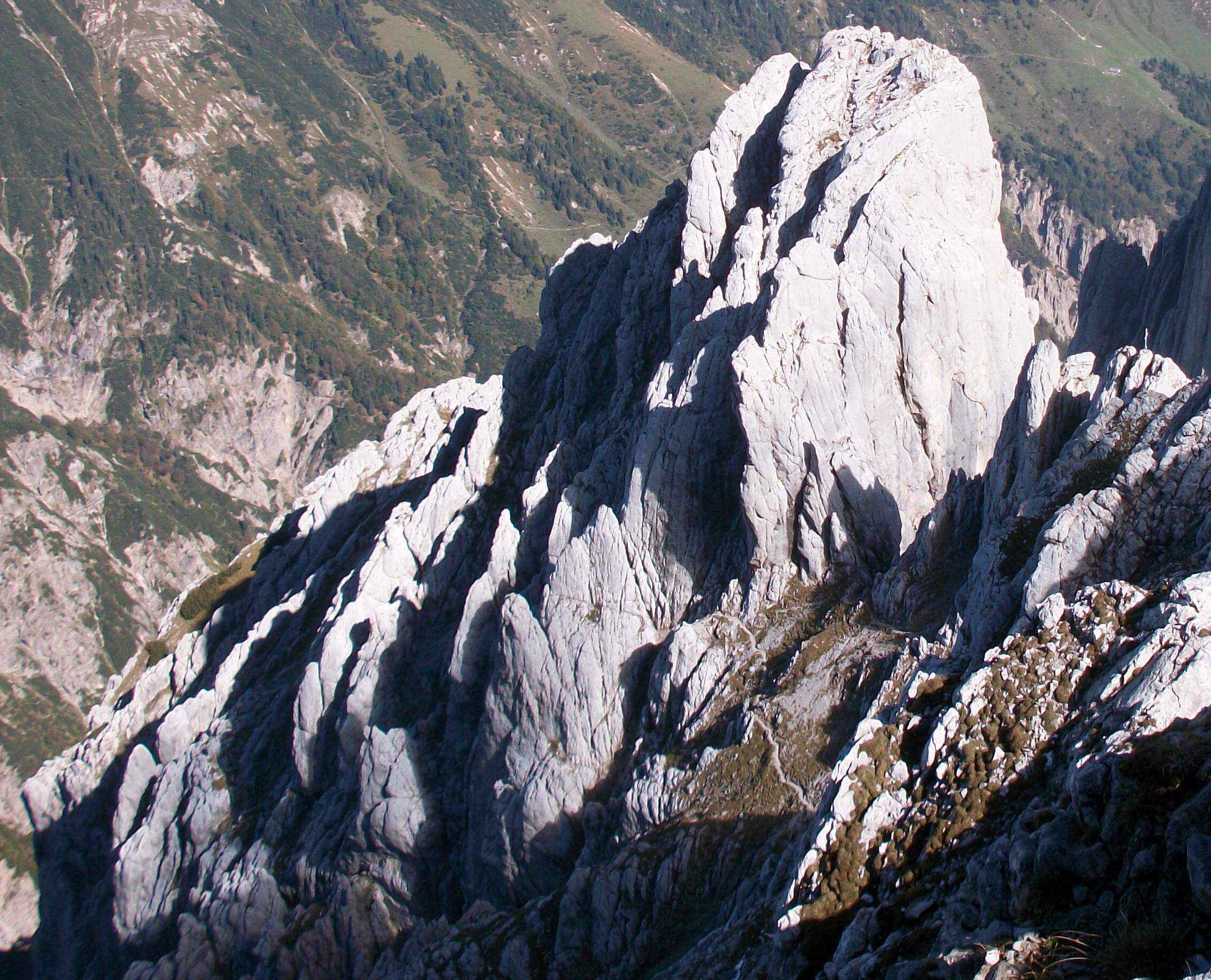

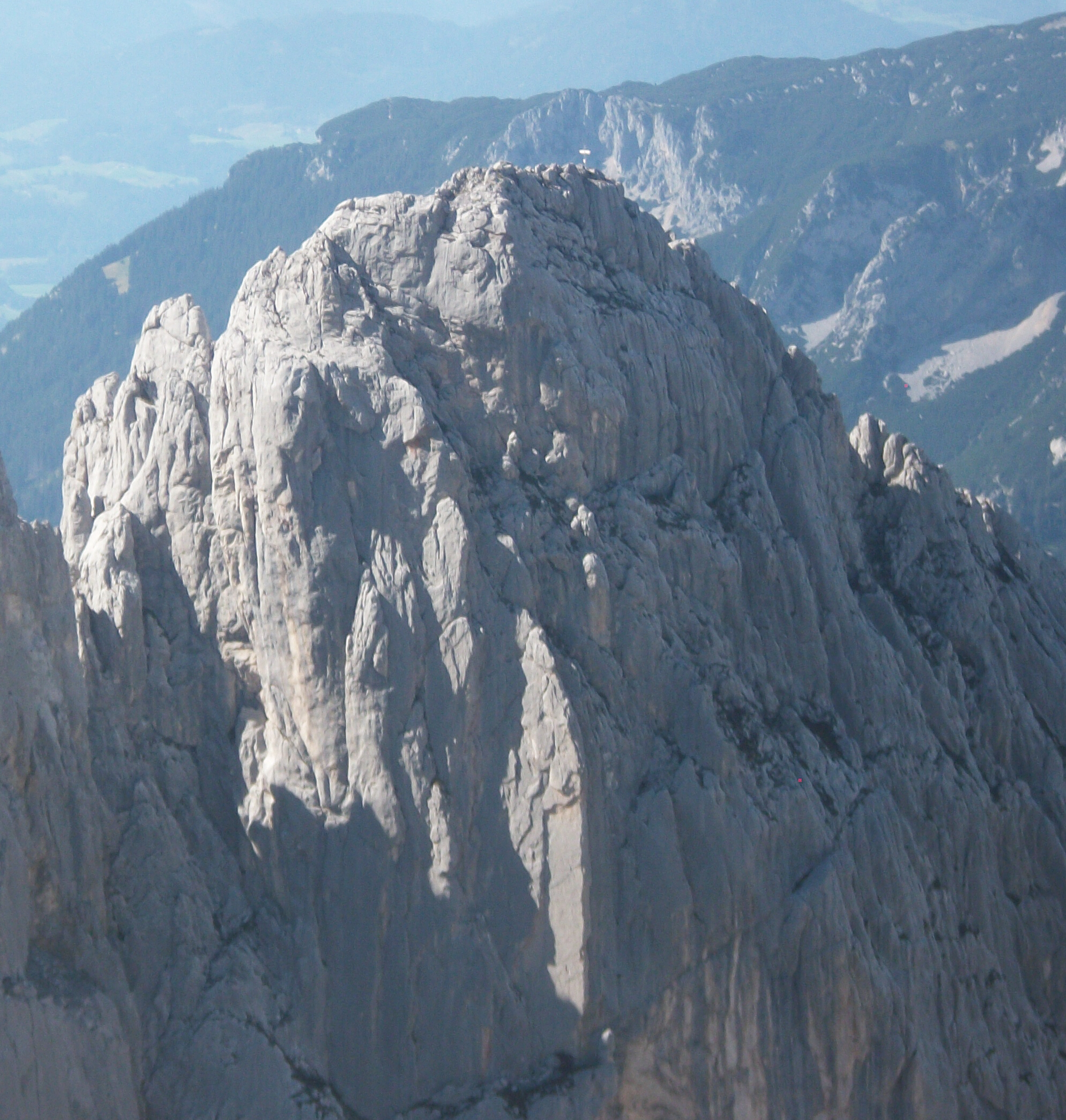

弗萊施班克山（德語：Fleischbank），是奧地利的山峰，位於該國西部，由蒂羅爾州負責管轄，屬於皇帝山脈的一部分，距離卡爾峰0.15公里，海拔高度2,186米。